# Sury-en-Vaux
Sury-en-Vaux är en kommun i departementet Cher i regionen Centre-Val de Loire i de centrala delarna av Frankrike. Kommunen ligger  i kantonen Sancerre som tillhör arrondissementet Bourges. År 2022 hade Sury-en-Vaux 685 invånare.

## Befolkningsutveckling
Antalet invånare i kommunen Sury-en-Vaux
Referens:INSEE